# Poecilia
Poecilia är ett släkte av fiskar. Poecilia ingår i familjen Poeciliidae.

## Dottertaxa tillPoecilia, i alfabetisk ordning[1]
- Poecilia boesemani
- Poecilia butleri
- Poecilia catemaconis
- Poecilia caucana
- Poecilia caudofasciata
- Poecilia chica
- Poecilia dauli
- Poecilia dominicensis
- Poecilia elegans
- Poecilia formosa
- Poecilia gillii
- Poecilia hispaniolana
- Poecilia koperi
- Poecilia kykesis
- Poecilia latipinna
- Poecilia latipunctata
- Poecilia marcellinoi
- Poecilia maylandi
- Poecilia mechthildae
- Poecilia mexicana
- Poecilia nicholsi
- Poecilia obscura
- Poecilia orri
- Poecilia parae
- Poecilia petenensis
- Poecilia reticulata
- Poecilia rositae
- Poecilia salvatoris
- Poecilia sarrafae
- Poecilia sphenops
- Poecilia sulphuraria
- Poecilia teresae
- Poecilia wandae
- Poecilia vandepolli
- Poecilia velifera
- Poecilia wingei
- Poecilia vivipara